# 宍道湖
宍道湖（日语：／ Shinjiko）是位於日本島根縣松江市與出雲市之間的一座湖泊，其北岸、東岸、南岸都屬於松江市，西岸屬於出雲市，面積為日本第七大的湖泊。宍道湖呈東西向狹長型，東西方向長約17公里，南北方向約6公里；湖底大致平坦，約五成以上的區域水深超過5公尺。
湖水水源主要來自西側的斐伊川本川，除了斐伊川外，其他還有約20條河川流入湖內；而湖水出口在東側，經由大橋川接入中海後再經由境水道流入日本海的美保灣，因此宍道湖與中海一同被視為一級水系斐伊川主流的一部分，而斐伊川流入宍道湖之前的部分則稱為「斐伊川本川」。此外，在北岸有一條在18世紀末挖掘用於排水的人工運河佐陀川可直接將湖水導入日本海。

## 生態
由於宍道湖與中海、境水道之間沒有水位落差，海水會隨著潮汐流入湖中，因此成為鹽度約為海水十分之一的汽水湖。
湖水中有日本真鱸、鯔魚、銀魚、西太公魚等魚類棲息，也有大和蜆、石蜑螺等貝類；其中真鱸、基圍蝦、鰻鱺、西太公魚、花蜆、歐洲鯉、銀魚更被列為宍道湖七珍。
豐富的魚貝類也因此吸引了大量候鳥到此，每年有超過四萬隻的雁、鴨，包括超過兩萬隻的鳳頭潛鴨及超過五千隻的斑背潛鴨。
2005年日本政府將此列為鳥獸保護區，同年也與中海一同被列入湿地公约的国际重要湿地名录。

## 歷史
宍道湖在大約一萬年以前時為一個海灣，當時位於西側的出雲平原仍是一片海域，因此宍道湖是與西側的的大社灣直接；但後來由於斐伊川帶來的泥沙堆積形成出雲平原，同時也形成宍道湖，現在位於出雲市市區西南側的神西湖也是在同一時期遺留下來的海跡湖。
1951年松江市將位於宍道湖周邊的四季景點選出了「宍道湖十景」，包括松江城之雪、天倫寺之晩鐘、秋鹿之出雲富士、一畑寺之月、平田愛宕山之秋色、宍道之宿的夕鴨、玉造灘之春霞、嫁島之殘照、白潟沖之捕蝦篝火、大橋之朝霧。

## 照片集

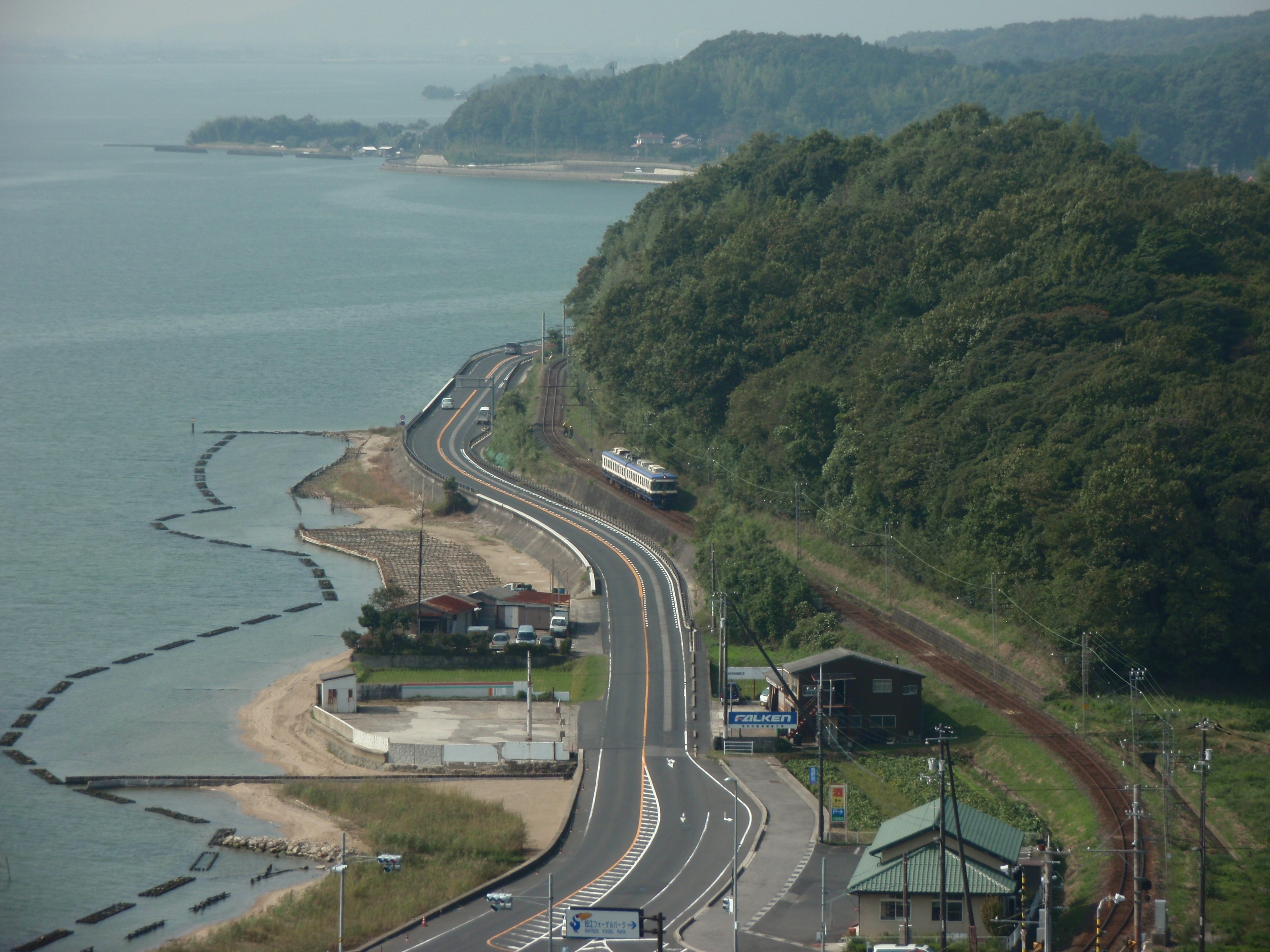
行駛於宍道湖北岸的一畑電車
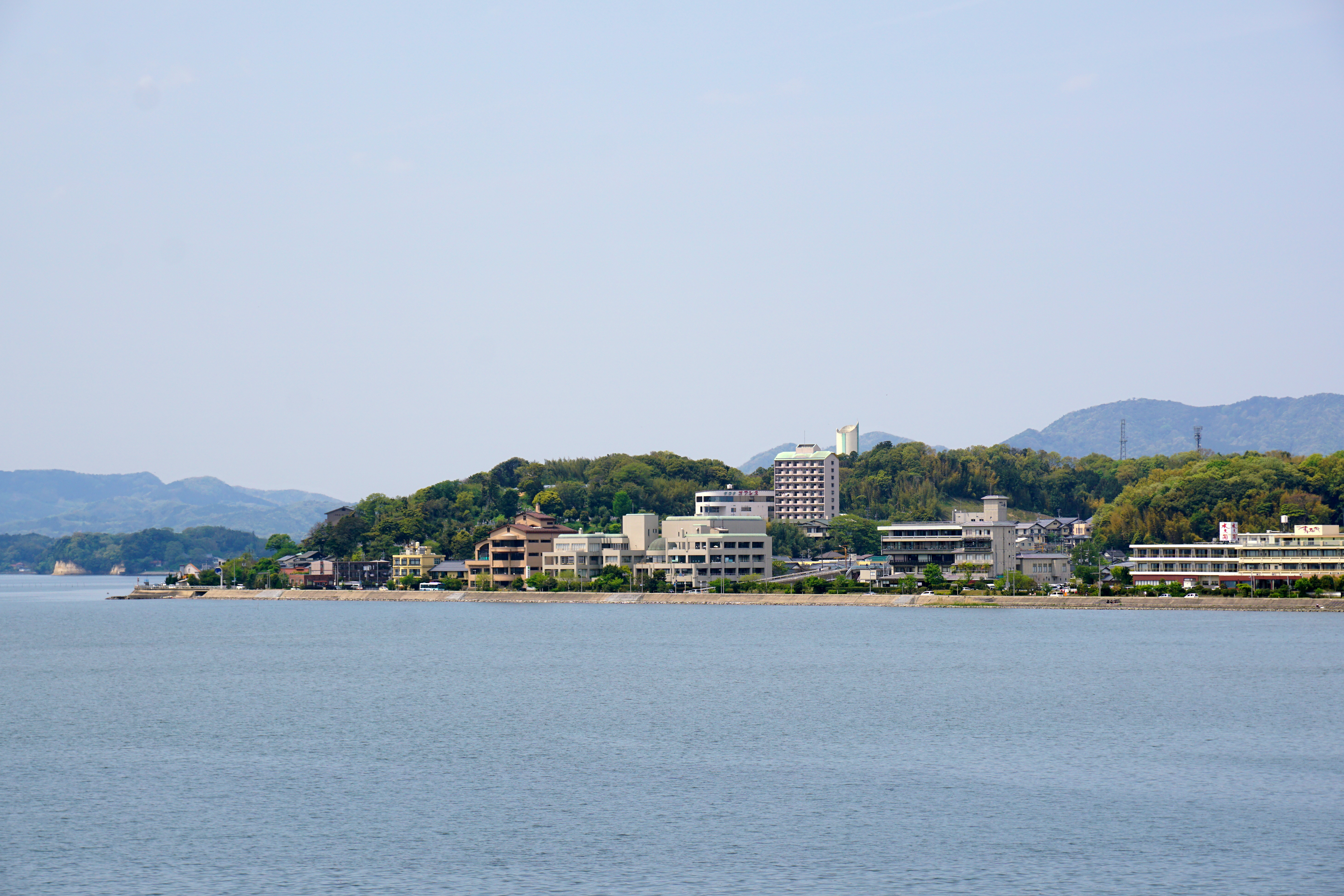
位於宍道湖北岸的宍道湖溫泉區
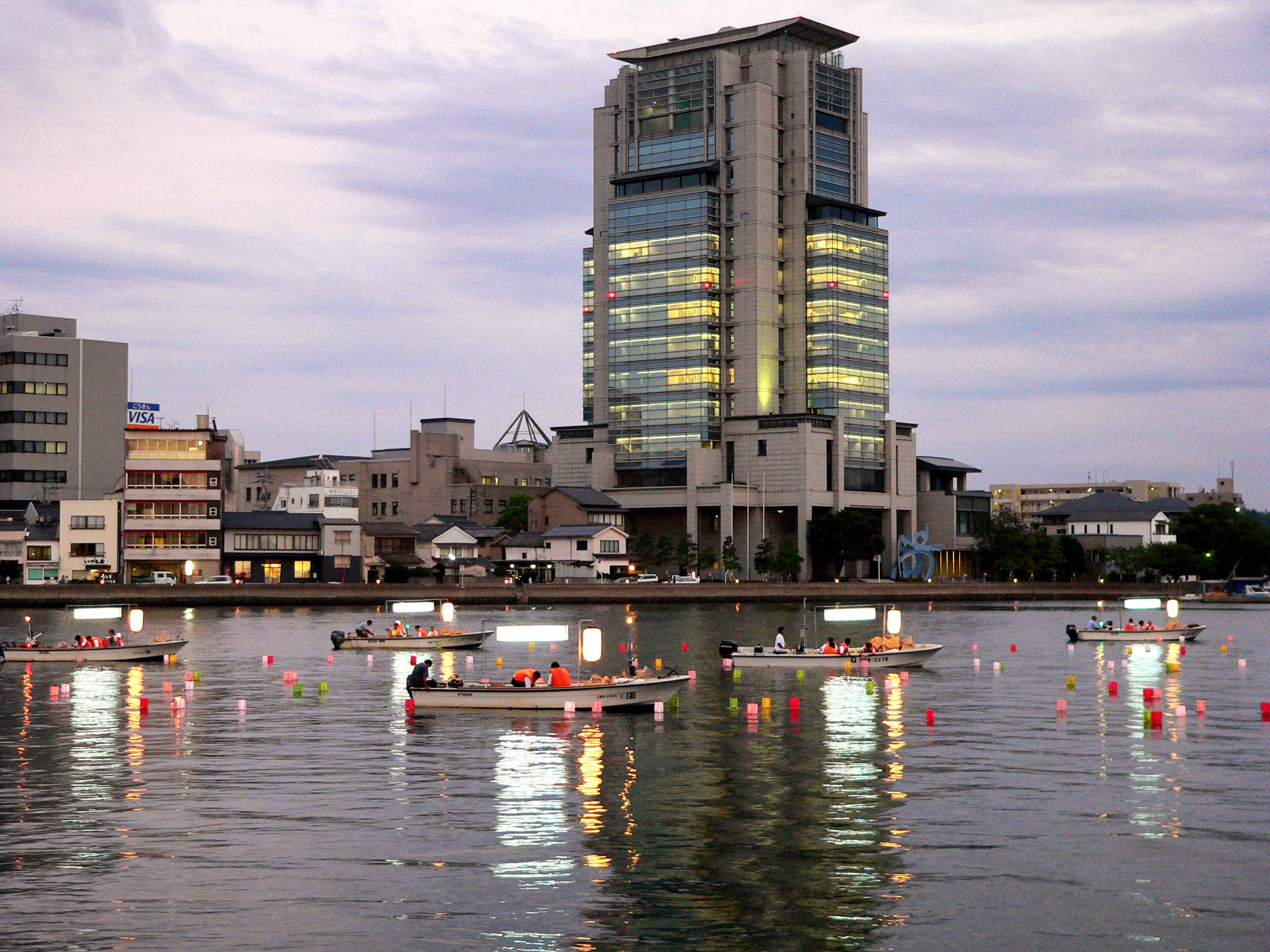
於盂蘭盆節在宍道湖面放置水燈
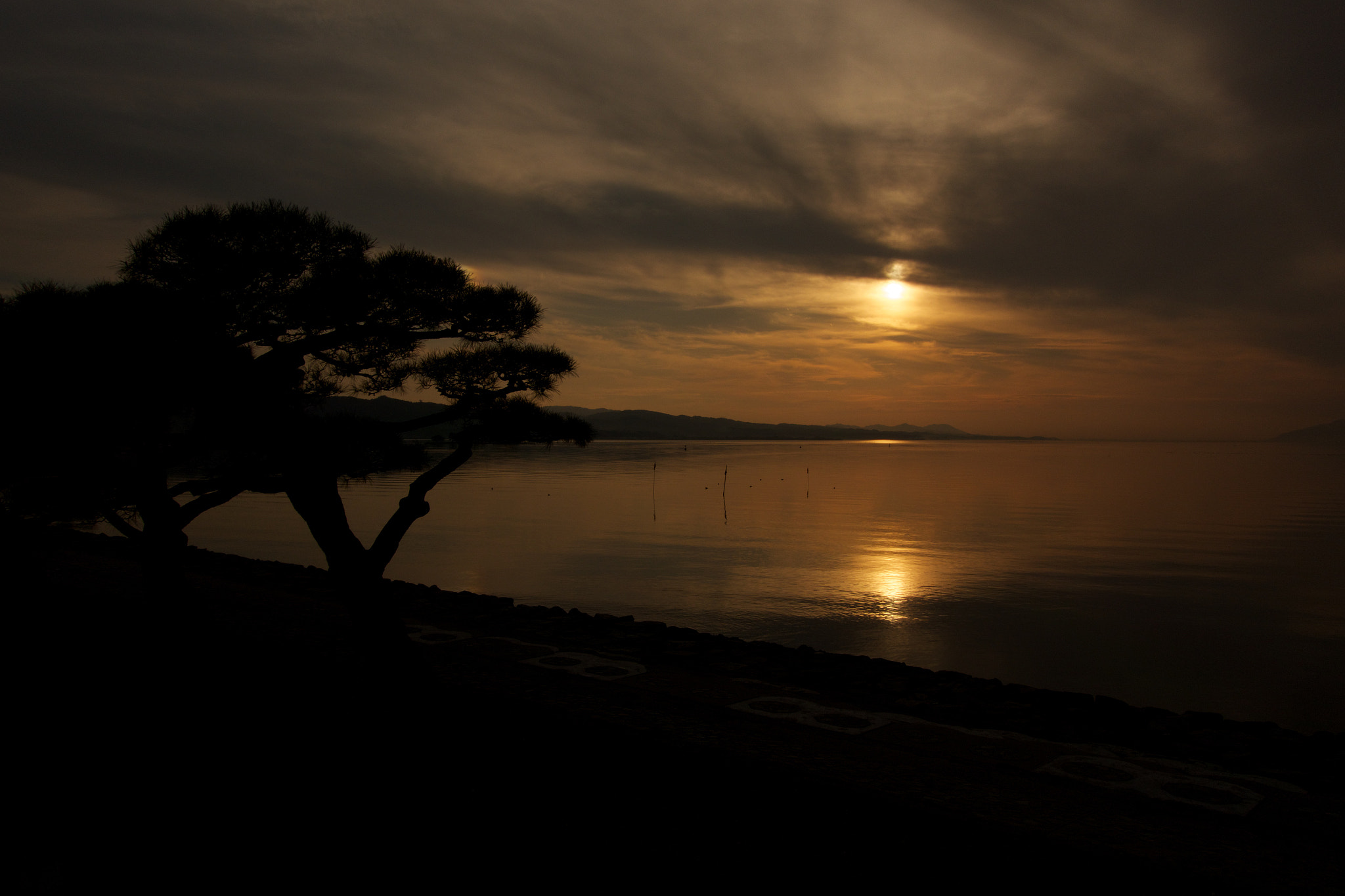
於松江市區看到的宍道湖的夕陽
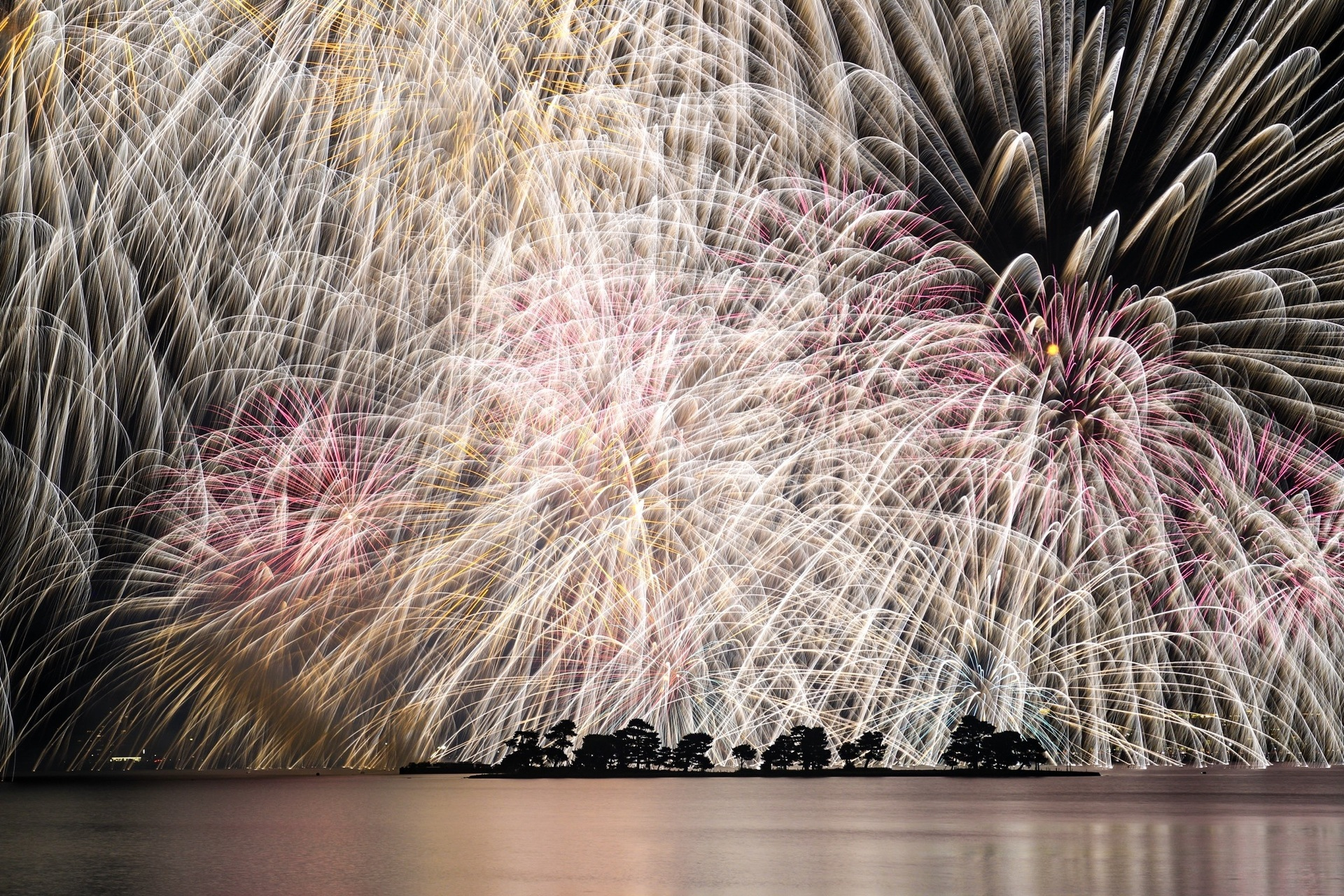
2017年於宍道湖上舉行松江水鄉祭湖上花火大會

## 備註
1. ↑  「宍」字與「肉」同音。
2. ↑  日本前六大湖泊依序為：琵琶湖、霞浦、佐呂間湖、豬苗代湖、中海、屈斜路湖。

## 外部連結
- （日語） 宍道湖漁業協同組合（页面存档备份，存于）